# لالو سالامانكا
إدواردو «لالو» سالامانكا (بالإنجليزية: Eduardo "Lalo" Salamanca)‏ هي شخصية خيالية ظهرت في مسلسل إيه إم سي التلفزيوني من الأفضل الاتصال بسول، المشتق من مسلسل اختلال ضال. يجسّد الشخصية توني دالتون وابتكرها كلٌ من فينس غيليغان وبيتر غولد وكاتب السيناريو جوردون سميث. الحوار الذي قاله سول غودمان في حلقة «من الأفضل الاتصال بسول» من مسلسل اختلال ضال يذكر لالو وناتشو فارغا، على الرغم من عدم ظهور أي منهما في اختلال ضال.
يعد لالو، عضوًا في كارتل دون إلاديو فوينتي، وواحدًا من العديد من أبناء إخوة تاجر المخدرات هيكتور سالامانكا. بعد أن أصيب هيكتور بجلطة دماغية، وصل لالو من المكسيك للمساعدة في إدارة عملية المخدرات العائلية في ألباكركي ويهتم بالتفاصيل اليومية أكثر مما فعله هيكتور. بسبب التنافس بين غاس فرينغ وهيكتور، أصبح لالو مكرسًا لتعطيل أعمال مطعم غاس المشروعة بالإضافة إلى سمعته مع الكارتل.
منح صنّاع العمل حرية دالتون بالابتعاد عن الصور النمطية للكارتل عبر تصوير الأعضاء الآخرين في عائلة سالامانكا. حمّل فينس غيليغان، مبتكر المسلسل المشارك نفسه، مسؤولية تأخير تطوير شخصية لالو، حيث أراد غولد تقديم لالو في وقت مبكر من الموسم الأول. على عكس معظم أفراد عائلته، غالبًا ما يكون لالو مبتهجًا وجذّابًا. لكن مثل أعضاء عائلته، يمكنه أيضًا أن يكون وحشيًا بلا رحمة. لاقى تمثيل دالتون استحسان النقاد، حيث اعتبر بعض النقاد أن لالو هو أحد أفضل الأشرار على شاشة التلفزيون.

## الفكرة والتطوير
في يوليو 2018، انضم توني دالتون إلى من الأفضل الاتصال بسول في دور لالو سالامانكا، وظهر لأول مرة في الموسم الرابع بحلقة «كوشاتا». ذُكر اسم لالو في الموسم الثاني من مسلسل اختلال ضال في حلقة «من الأفضل الاتصال بسول»؛ حيث ذكره سول غودمان (الاسم التجاري لجيمي ماكغيل) وذكر معه «إغناسيو» (ناتشو فارغا). في مقابلة قبل بث من الأفضل الاتصال بسول، قال فينس غيليغان إن الكُتّاب تصوروا لالو كشخصية رئيسية وكما هو الحال مع اختلال ضال، يجب أن «تراقب عن كثب ما فعلته شخصياتنا في الماضي والاستفادة منه بشكل جيد هنا في الحاضر والمستقبل». ومع ذلك، واجه غيليغان وبيتر غولد صعوبة في معرفة كيفية تقديم الشخصية بشكل صحيح. لقد اعتبروه بُعبعًا في الموسم الثاني من اختلال ضال، لكنهم لم يكشفوا عن شخصيته أو دوافعه. حمّل غيليغان نفسه مسؤولية تأخير تطوير شخصية لالو، حيث أراد غولد تقديم لالو في وقت مبكر من الموسم الأول. رأى غولد أن لالو بحاجة إلى أن يكون مختلفًا عن الأعضاء الآخرين في عائلة سالامانكا ورفاقة وأن يكون مساويًا لغاس فرينغ. ونسب الفضل إلى مديري اختيارهم شيري توماس وشارون بيالي لاختيار دالتون للدور، مضيفًا أن دالتون يتمتع «بالسحر والبهجة والتهديد» اللازم للشخصية و«كل سحر نجم سينمائي في الأربعينيات».

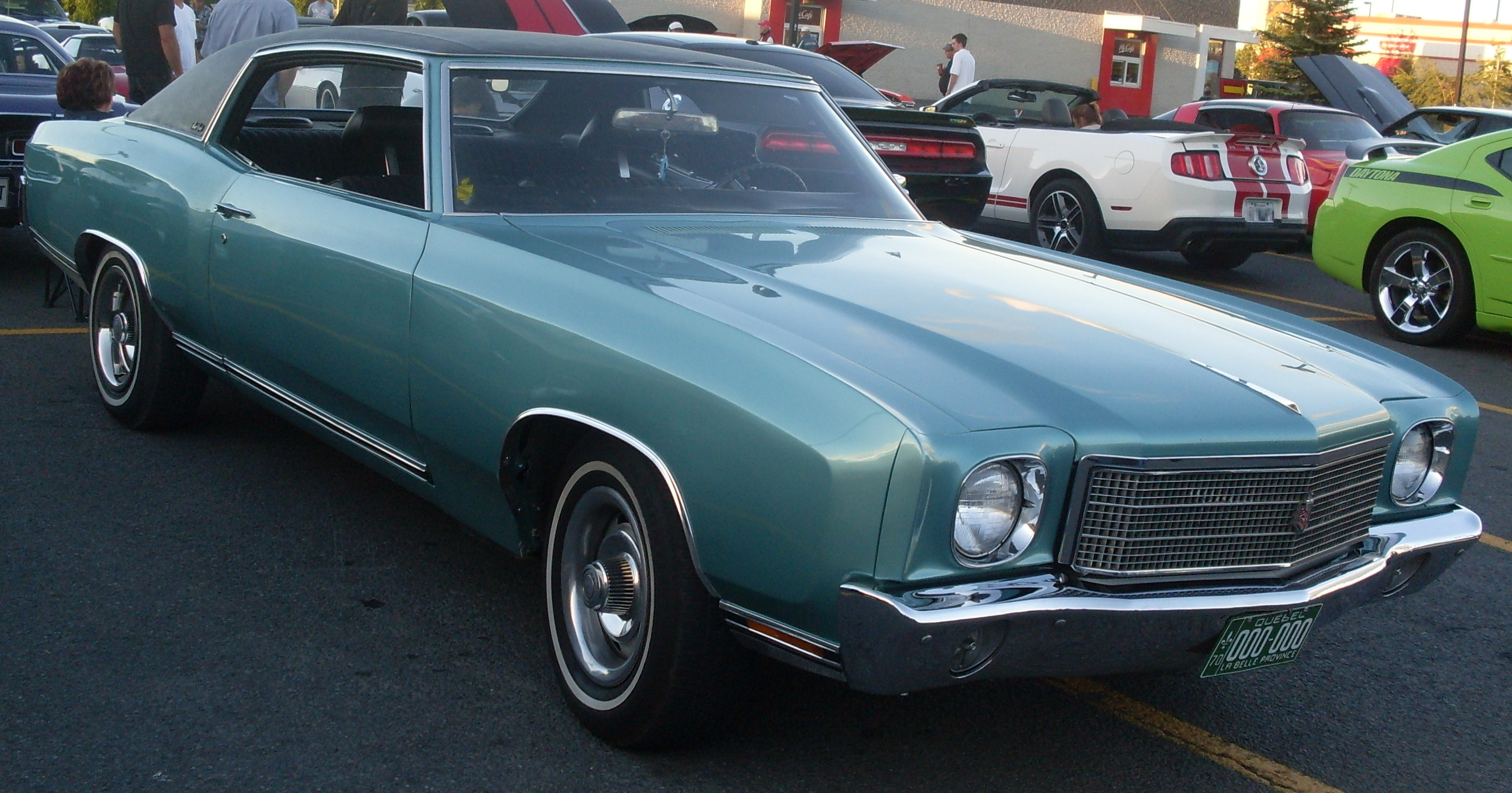
سيارة شيفروليه مونت كارلو 1970، السيارة المميزة لالو.

حلقة «فيدرشين»، التي كتبتها جينيفر هاتشيسون، زادت من تأثير لالو. قالت هاتشيسون إنه على الرغم من كونه «مخيفًا» مثل الآخرين من آل سالامانكا، إلا أنه «قليلا أكثر حذرا بشأن الأشياء». وأوضحت أن المنتجين يريدون منه أن يكون «ساحرًا بعض الشيء»، على عكس آل سالامانكا الآخرين، الذين يتمتعون بصفات قليلة وراء الخوف. قال دالتون إن خاتمة الموسم الخامس، حلقة «شيء لا يغتفر»، وفرت اتساعًا لم تتم رؤيته في الحلقات السابقة. يظهر لالو لأول مرة كشخص كاريزمي ترحب به أسرته الممتدة وزعماء الكارتل، لكنه يظهر جانبًا شرسًا وانتقاميًا بعد تعرض عائلته للهجوم. قال دالتون إن غضب لالو الجامح في الموسم السادس هو ما يميزه عن شخصيته المسترخية في الموسم الخامس. وصف مايكل ماندو، الذي مثّل شخصية ناتشو، لالو بأنه «من آل سالامانكا من كل النواحي، تمامًا مثل توكو وهيكتور كان لهما نكهات خاصة بهما غريبة الأطوار». أعطى غيليغان وغولد لدالتون الحرية في اتخاذ شخصية لالو كما يراها مناسبة، تمامًا كما سمحوا لجوناثان بانكس بتطوير شخصية مايك إيرمنتروت أثناء مسلسل اختلال ضال، على الرغم من أنهم طلبوا أيضًا من دالتون التفكير في لالو على أنه شيء يشبه «أمير الناركوس». يعتبر دالتون أن لالو في حالة تجاور مع غاس بسبب موقف لالو المريح و«لغة الجسد الفضفاضة» التي تتناقض مع غاس الذي يشعر بالقلق باستمرار بشأن القرارات ولديه «لغة جسد محكمة».
وفقًا لدالتون، لم يكن من المفترض أن يكون لالو ساحرًا للغاية؛ لقد شعر أن المسلسل يحتاج إلى شخص ما «يبتسم نوعًا ما ومبتهج ومؤذي قليلًا» مثل جيمي ولكن «في جانب الرجل الشرير». استلهم دالتون من شخصية جولز وينفيلد للممثل صامويل جاكسون من فيلم خيال رخيص ليخلق هذا «النوع من الشخص الذكي، ومخيف ولكنه مبتهج ولطيف نوعا ما»، بالإضافة إلى الشخصيات السلبية التي صورها جاك نيكلسون. كما سعى إلى الابتعاد عن دوره في المسلسل التلفزيوني الأب أفيلا كقاتل «بلا شخصية» وشبهه بالحائط. خفف دالتون من لهجة لالو المكسيكية بسبب إيمانه بأن الشخصية، بالنظر إلى ثروته، تلقت تعليمها في «مدرسة جيدة» في الولايات المتحدة. بدلاً من ذلك، ذهب إلى اللهجة التي طورها من نشأته حول لاريدو، تكساس. أعطى دالتون لالو شخصية أكثر تفاؤلاً لإظهار الشخصية السهلة عادةً للحياة وإبعاده عن الصورة النموذجية لأعضاء الكارتل على أنهم جادون في عملهم. قام دالتون بحيلته الخاصة في حلقة «الرابح»: قفزة لالو عبر سطح متجر ترافل واير قبل أن يقتل المدير فريد والين. بينما أراد دالتون القيام بحركات بهلوانية أخرى، مثل القفز على سيارة جيمي في حلقة «طريق الاختيار السيئ» ومن سطح منزله في حلقة «شيء لا يغتفر»، أصر المنتجون على مؤدي بديل. قُتل لالو على يد غاس في الموسم السادس بحلقة «وجه وأطلق»؛ قرر الكتاب عدم كتابة نهاية نهائية للشخصية حتى يستكشفوا كل الاحتمالات، وقرار قتل لالو جاء متأخراً في عملية الكتابة.

## الاستقبال
تلقى أداء توني دالتون لشخصية لالو سالامانكا إشادة من النقاد، حيث اعتبره بعض النقاد كأحد أفضل الأشرار على شاشة التلفزيون. عند مراجعة الحلقة التي تُقدم لالو، قال ألان سيبينوال من رولينغ ستون إن دالتون «يترك انطباعًا أوليًا قويًا في الدور» ويأمل في «أكثر من مجرد ملء الفراغ الذي نسيه معظم المشاهدين منذ فترة طويلة». سيبينوال يدعو المشهد الأخير في حلقة «طريق الاختيار السيئ»، حيث يواجه لالو جيمي وكيم، أحد الأفضل في المسلسل. وأشاد بأداء الممثلين الرئيسيين، ولا سيما ريا سيهورن في دور كيم ودالتون في دور لالو. ستيف غرين من إندي واير، بعد مقارنة لالو بشخصية أنطون تشيغور، أشار إلى أنه «لا يمكن التنبؤ باندفاعه، مع لطفه الزائف لمنافسه الرئيس التنفيذي للدجاج» وأثنى على أداء دالتون: «يجعل دالتون تلك الابتسامة السامة والمتأثرة تعمل، خاصةً عندما تقترن بتجاهل لالو الصارخ للأذى الجسدي». كتب بريان جروب من ابروكس في مراجعته لنهاية الموسم الخامس، «يكاد يكون من غير المعقول مدى جودة شخصية لالو. إنجاز هذا بعد خمسة مواسم من هذا العرض والربط الكامل مع اختلال ضال، مجرد التباهي وتقديم شخص بهذا السحر والشر والكمال».

## وصلات خارجية
- لالو سالامانكا على إيه إم سي (بالإنجليزية)